# Cayo Laberio Prisco
Cayo o Gayo Laberio Prisco (en latín: Gaius Laberius Priscus) fue un senador romano que vivió en el siglo II, y desarrolló su cursus honorum bajo los reinados de Adriano, y Antonino Pío. También era conocido como Gayo Etrilio Régilo Laberio Prisco.

## carrera política
Por dos diplomas militares, que están fechados el 1 de agosto del año 142, se evidencia que Prisco fue cónsul sufecto en el año 142 junto con Marco Cornelio Frontón.